# Magnolia tsiampacca
Espèce
Statut de conservation UICN

 DD  : Données insuffisantes
Magnolia tsiampacca est une espèce de plantes à fleurs de la famille des Magnoliaceae. C'est un arbre trouvé en Asie et en Océanie.

## Description
C'est un arbre.

## Répartition et habitat
On trouve l'espèce dans l'Archipel Bismarck, à Bornéo, aux Moluques, en Nouvelle-Guinée, à Célèbes et à Sumatra.
Elle pousse en milieu tropical humide.

## Liste des sous-espèces et variétés
Selon World Checklist of Selected Plant Families (WCSP) (1 janvier 2014) :
- Magnolia tsiampacca (L.) Figlar & Noot. (2004)
  - variété Magnolia tsiampacca var. glaberrima (Dandy) Figlar & Noot. (2004)
  - sous-espèce Magnolia tsiampacca subsp. mollis (Dandy) Figlar & Noot. (2004)
  - sous-espèce Magnolia tsiampacca subsp. tsiampacca

Selon The Plant List (1 janvier 2014) :
- sous-espèce Magnolia tsiampacca subsp. mollis (Dandy) Figlar & Noot.
- sous-espèce Magnolia tsiampacca subsp. tsiampacca
- variété Magnolia tsiampacca var. glaberrima (Dandy) Figlar & Noot.

Selon Tropicos (1 janvier 2014) (Attention liste brute contenant possiblement des synonymes) :
- sous-espèce Magnolia tsiampacca subsp. mollis (Dandy) Figlar & Noot.
- sous-espèce Magnolia tsiampacca subsp. tsiampacca
- variété Magnolia tsiampacca var. glaberrima (Dandy) Figlar & Noot.